# 黍部
黍部，為漢字索引中的部首之一，康熙字典214個部首中的第二百〇二個（十二劃的則為第二個）。就繁體和簡體中文中，黍部歸於十二劃部首。黍部只以左方為部字。且無其他部首可用者將部首歸為黍部。

## 部首單字解釋
1.學名：(Poaceae; Panicum miliaceum)，一年生草本，稷的別稱。葉線形，前端漸尖，花序成熟後下垂；小穗有兩朵花，上面一朵結實。可供食用和釀造。參見「黍」條目。
2.古度量衡單位。長度一黍為一分，容量一千二百黍為一合。見漢書 · 律曆志上。
3.古時酒器名，能容三升。

## 字形

甲骨文
金文
大篆
小篆

## 字例
| 除部首外之筆劃 | 字例   |
| -------------- | ------ |
| 0              | 黍     |
| 3              | 䵑黎   |
| 4              | 䵒䵓   |
| 5              | 黏     |
| 6              | 𪐀     |
| 8              | 䵔䵕䵖 |
| 9              | 䵗䵘䵙 |
| 10             | 䵚黐   |
| 11             | 䵛     |
| 13             | 䵜     |